# Стейсі Шер
Стейсі Шер (англ. Stacey Sher; нар. 30 листопада 1962, Нью-Йорк, США) — американська акторка й кінопродюсерка.

## Біографія
Стейсі Шер народилася 30 листопада 1962 року в Нью-Йорку (штат Нью-Йорк, США).
Дебютувала в кіно у 2001 році роллю Рейн у фільмі «Ванільне небо». 
З 1988 року Шер продюсує фільми та телесеріали. У 2001 і 2013 роки вона ставала номінанткою премії «Оскар» в номінації «Найкращий фільм» за фільми «Ерін Брокович» і «Джанґо вільний».
З 2001 року одружена з музикантом Керрі Брауном. Має двох дітей.

## Вибрана фільмографія
- 1991 —  Король-рибалка (асоційована продюсерка)
- 1994 — Реальність кусається (виконавча продюсерка)
- 1994 — Кримінальне чтиво (виконавча продюсерка)
- 1995 — Знайти коротуна
- 1996 — Матильда
- 1997 — Гаттака
- 1999 — Людина на Місяці
- 2000 — Ерін Брокович
- 2001 — Накурені у дим
- 2001 — Ванільне небо (акторка)
- 2003 — Карен Сіско (телесеріал, виконавча продюсерка)
- 2004 — А ось і Поллі
- 2005 — Будь крутішим!
- 2005 — Ключ від усіх дверей
- 2006 — Всесвітній торговий центр
- 2007 — Вільні письменники
- 2010 — Крайні заходи
- 2011 — Зараза
- 2012 — Літо. Однокласники. Любов
- 2012 — Джанґо вільний
- 2012 — Сліпа удача
- 2014 — Прогулянка серед могил
- 2015 — Право на спадок
- 2015 — Шеф Адам Джонс
- 2015 — Мерзенна вісімка
- 2015-2019 — У пустелі смерті (телесеріал, виконавча продюсерка)
- 2004-2020 — Ріно 911! (телесеріал, виконавча продюсерка)
- 2020 — Місис Америка (мінісеріал, виконавча продюсерка)
- 2021 — Повага
- 2023 — Чистильник басейнів
- 2024 — Єретик
- 2026 — Веріті